# Cải đạo
Cải đạo, hay chuyển đổi tôn giáo là việc áp dụng một tập hợp các tín ngưỡng được xác định với một giáo phái tôn giáo cụ thể và loại trừ các niềm tin hay tín ngưỡng của tôn giáo khác. Do đó, "cải đạo" sẽ mô tả việc từ bỏ việc thờ phượng một giáo phái và chuyển sang liên kết với một giáo phái khác. Điều này có thể là từ giáo phái này sang giáo phái khác trong cùng một tôn giáo, ví dụ, từ Baptist đến Công giáo hoặc từ Hồi giáo Sunni đến Hồi giáo Shi'a. Trong một số trường hợp, việc cải đạo "đánh dấu một sự chuyển đổi bản sắc tôn giáo và được tượng trưng bằng các nghi lễ đặc biệt".
Mọi người chuyển đổi sang một tôn giáo khác vì nhiều lý do, bao gồm chuyển đổi chủ động theo ý thích của bản thân do có sự thay đổi niềm tin, cải đạo thứ cấp, cải đạo trên giường bệnh, cải đạo để thuận tiện trong cuộc sống, cải đạo do hôn nhân và cải đạo bắt buộc.
Proselytism là hành động cố gắng chuyển đổi bằng cách thuyết phục một cá nhân khác từ một hệ thống tôn giáo hoặc tín ngưỡng khác. Kẻ phản giáo là một thuật ngữ được sử dụng bởi các thành viên của một tôn giáo hoặc giáo phái để chỉ một người đã rời bỏ tôn giáo hoặc giáo phái đó.